# Richard Tsimba
Richard Utete Tsimba (Salisbury, hoje Harare, 9 de julho de 1965 - 30 de abril de 2000) foi um jogador zimbabuano de rugby union que jogava como centro.
Tsimba ficou conhecido como o primeiro negro a defender a seleção zimbabuana, dominada pelos brancos mesmo depois de anos do fim do regime de segregação que vigorava até 1980 no país. Ele esteve com o Zimbábue nas duas primeiras Copas do Mundo de Rugby, em 1987 e 1991, marcando ao todo três tries. Seu país foi o primeiro representante africano no mundial.
Faleceu precocemente, por conta de um acidente de carro. Em 2012, ele e seu irmão caçula Kennedy Tsimba, que se destacou no rugby sevens e no campeonato sul-africano, tornaram-se os primeiros zimbabuanos admitidos no Hall da Fama da International Rugby Board.